# Стародубцев, Михаил (футболист)
Михаил Стародубцев (эст. Mihhail Starodubtsev; 14 августа 1982, Силламяэ) — эстонский футболист, вратарь.

## Биография
Воспитанник силламяэского футбола. Взрослую карьеру начинал в клубах низших лиг Эстонии — играл за «Таммеку» (Тарту) в третьей лиге и «Калев» (Силламяэ) в первой лиге. В 2002 году подписал контракт с таллинской «Флорой», но в этот период играл только за другие клубы на правах аренды — за «Элву» в первой лиге и за «Курессааре» и «Нарва-Транс» в высшем дивизионе (а также за их фарм-клубы). Дебютный матч в высшей лиге сыграл в составе «Курессааре» 26 апреля 2003 года против «Левадии».
В 2004 году подписал постоянный контракт с «Трансом», перейдя в клуб вместе с ещё двумя экс-игроками «Флоры» — Александром Тарасенковым и Александром Куликом. Однако провёл в клубе лишь первую половину сезона, а затем играл на правах аренды за аутсайдера высшего дивизиона «Лоотус» (Алутагузе).
В 2005 году вернулся в «Калев» из Силламяэ и выступал за него более 15 лет с перерывом. Вместе с клубом поднялся из второго дивизиона сначала в первый, а по итогам сезона 2007 года — в высший, где затем играл на протяжении десяти лет. Вместе с «Калевом» становился серебряным (2009, 2014) и бронзовым (2013) призёром чемпионата страны, финалистом Кубка Эстонии (2015/16). Провёл 7 матчей в еврокубках. По окончании сезона 2017 года, когда «Калев» лишился профессионального статуса, футболист приостановил карьеру. С 2020 года снова играет за клуб в четвёртом дивизионе. Также входит в тренерский штаб «Калева».
Всего в высшем дивизионе Эстонии сыграл 311 матчей. За «Калев» Силламяэ во всех лигах сыграл более 440 матчей.

## Достижения
- Серебряный призёр чемпионата Эстонии: 2009, 2014
- Бронзовый призёр чемпионата Эстонии: 2013
- Финалист Кубка Эстонии: 2015/16